# ESO 540-030
ESO 540-030 és una galàxia nana esferoïdal en el Grup de l'Escultor La galàxia s'hi troba aproximadament a més d'11 anys llum de la Terra. És difícil d'observar a causa de les galàxies situades darrere de l'ESO 540-030 i cinc estrelles brillants entre la galàxia i el Sistema Solar.